# NASCAR Grand National de 1957
A Temporada da NASCAR Grand National de 1957 foi a nona edição da Nascar, com 53 etapas disputadas o campeão foi Buck Baker.

## Corridas
| Num | Data   | Corrida                   | Circuito                        | Campeão          | Segundo           | Terceiro         |
| 1   | 11-nov | Race 1                    | Willow Springs Speedway         | Marvin Panch     | Fireball Roberts  | George Seeger    |
| 2   | 2-dec  | Race 2                    | Concord Speedway                | Marvin Panch     | Paul Goldsmith    | Bill Amick       |
| 3   | 30-dec | Indian River Gold Cup 100 | Titusville-Cocoa Speedway       | Fireball Roberts | Curtis Turner     | Marvin Panch     |
| 4   | 17-feb | Race 4                    | Daytona Beach & Road Course     | Cotton Owens     | Johnny Beauchamp  | Fonty Flock      |
| 5   | 3-mrt  | Race 5                    | Concord Speedway                | Jack Smith       | Buck Baker        | Speedy Thompson  |
| 6   | 17-mrt | Race 6                    | Wilson Speedway                 | Ralph Moody      | Buck Baker        | Speedy Thompson  |
| 7   | 24-mrt | Race 7                    | Occoneechee Speedway            | Buck Baker       | Speedy Thompson   | Jack Smith       |
| 8   | 31-mrt | Race 8                    | Asheville-Weaverville Speedway  | Buck Baker       | Speedy Thompson   | Jim Paschal      |
| 9   | 7-apr  | Wilkes County 160         | North Wilkesboro Speedway       | Fireball Roberts | Paul Goldsmith    | Ralph Moody      |
| 10  | 14-apr | Race 10                   | Langhorne Speedway              | Fireball Roberts | Paul Goldsmith    | Speedy Thompson  |
| 11  | 19-apr | Race 11                   | Southern States Fairgrounds     | Fireball Roberts | Marvin Panch      | Buck Baker       |
| 12  | 27-apr | Race 12                   | Piedmont Interstate Fairgrounds | Marvin Panch     | Fireball Roberts  | Ralph Moody      |
| 13  | 28-apr | Race 13                   | Greensboro Fairgrounds          | Paul Goldsmith   | Jack Smith        | Buck Baker       |
| 14  | 28-apr | Race 14                   | Portland Speedway               | Art Watts        | Eddie Pagan       | George Seeger    |
| 15  | 4-mei  | Race 15                   | Cleveland County Fairgrounds    | Fireball Roberts | Paul Goldsmith    | Marvin Panch     |
| 16  | 5-mei  | Richmond 200              | Richmond International Raceway  | Paul Goldsmith   | Fireball Roberts  | Marvin Panch     |
| 17  | 19-mei | Virginia 500              | Martinsville Speedway           | Buck Baker       | Curtis Turner     | Tom Pistone      |
| 18  | 26-mei | Race 18                   | Portland Speedway               | Eddie Pagan      | Lloyd Dane        | Clyde Palmer     |
| 19  | 30-mei | Race 19                   | Eureka Speedway                 | Lloyd Dane       | George Seeger     | Eddie Pagan      |
| 20  | 30-mei | Race 20                   | Lincoln Speedway                | Buck Baker       | Fireball Roberts  | Paul Goldsmith   |
| 21  | 1-jun  | Race 21                   | Lancaster Speedway              | Paul Goldsmith   | Buck Baker        | Lee Petty        |
| 22  | 8-jun  | Race 22                   | Ascot Stadium                   | Eddie Pagan      | Lloyd Dane        | Chuck Meekins    |
| 23  | 15-jun | Race 23                   | Newport Speedway                | Fireball Roberts | Marvin Panch      | Buck Baker       |
| 24  | 20-jun | Race 24                   | Columbia Speedway               | Jack Smith       | Buck Baker        | Marvin Panch     |
| 25  | 22-jun | Race 25                   | Capital Speedway                | Bill Amick       | Lloyd Dane        | George Seeger    |
| 26  | 29-jun | Race 26                   | Piedmont Interstate Fairgrounds | Lee Petty        | Bill Amick        | Buck Baker       |
| 27  | 30-jun | Race 27                   | Jacksonville Speedway           | Buck Baker       | Jim Paschal       | Tiny Lund        |
| 28  | 4-jul  | Raleigh 250               | Raleigh Speedway                | Paul Goldsmith   | Frankie Schneider | Joe Weatherly    |
| 29  | 12-jul | Race 29                   | Southern States Fairgrounds     | Marvin Panch     | Buck Baker        | Lee Petty        |
| 30  | 14-jul | Race 30                   | Memphis-Arkansas Speedway       | Marvin Panch     | Bill Amick        | Fireball Roberts |
| 31  | 14-jul | Race 31                   | Portland Speedway               | Eddie Pagan      | Lloyd Dane        | Danny Graves     |
| 32  | 20-jul | Buddy Shuman 250          | Hickory Motor Speedway          | Jack Smith       | Lee Petty         | Joe Weatherly    |
| 33  | 24-jul | Race 33                   | Norfolk Speedway                | Buck Baker       | Joe Weatherly     | Jim Paschal      |
| 34  | 30-jul | Race 34                   | Lancaster Speedway              | Speedy Thompson  | Bill Amick        | Marvin Panch     |
| 35  | 4-aug  | The Glen 101.2            | Watkins Glen International      | Buck Baker       | Fireball Roberts  | Tiny Lund        |
| 36  | 4-aug  | Race 36                   | Kitsap County Airport           | Parnelli Jones   | Lloyd Dane        | Art Watts        |
| 37  | 10-aug | Race 37                   | Lincoln Speedway                | Marvin Panch     | Speedy Thompson   | Tiny Lund        |
| 38  | 16-aug | Race 38                   | Old Bridge Stadium              | Lee Petty        | Rex White         | Jim Reed         |
| 39  | 26-aug | Race 39                   | Coastal Speedway                | Gwyn Staley      | Eddie Pagan       | Fireball Roberts |
| 40  | 2-sep  | Southern 500              | Darlington Raceway              | Speedy Thompson  | Cotton Owens      | Marvin Panch     |
| 41  | 5-sep  | Race 41                   | New York State Fairgrounds      | Gwyn Staley      | Lee Petty         | Bill Walker      |
| 42  | 8-sep  | Race 42                   | Asheville-Weaverville Speedway  | Lee Petty        | Buck Baker        | Bill Amick       |
| 43  | 8-sep  | Race 43                   | California State Fairgrounds    | Danny Graves     | Marvin Porter     | Eddie Pagan      |
| 44  | 15-sep | Race 44                   | Santa Clara Fairgrounds         | Marvin Porter    | Eddie Pagan       | Lloyd Dane       |
| 45  | 15-sep | Race 45                   | Langhorne Speedway              | Gwyn Staley      | Whitey Norman     | Johnny Allen     |
| 46  | 19-sep | Race 46                   | Columbia Speedway               | Buck Baker       | Gwyn Staley       | Bill Amick       |
| 47  | 21-sep | Race 47                   | Cleveland County Fairgrounds    | Buck Baker       | Marvin Panch      | Bill Amick       |
| 48  | 5-okt  | Race 48                   | Southern States Fairgrounds     | Lee Petty        | Fireball Roberts  | Eddie Pagan      |
| 49  | 6-okt  | Sweepstakes 500           | Martinsville Speedway           | Bob Welborn      | Jimmy Massey      | Lee Petty        |
| 50  | 12-okt | Race 50                   | Newberry Speedway               | Fireball Roberts | Buck Baker        | Jack Smith       |
| 51  | 13-okt | Race 51                   | Concord Speedway                | Fireball Roberts | Lee Petty         | Ken Rush         |
| 52  | 20-okt | Wilkes 160                | North Wilkesboro Speedway       | Jack Smith       | Lee Petty         | Banjo Matthews   |
| 53  | 27-okt | Race 53                   | Greensboro Fairgrounds          | Buck Baker       | Speedy Thompson   | Joe Weatherly    |

## Classificação final
| 1  | Buck Baker       | 10716 |
| 2  | Marvin Panch     | 9956  |
| 3  | Speedy Thompson  | 8580  |
| 4  | Lee Petty        | 8528  |
| 5  | Jack Smith       | 8464  |
| 6  | Fireball Roberts | 8268  |
| 7  | Johnny Allen     | 7068  |
| 8  | L.D. Austin      | 6532  |
| 9  | Brownie King     | 5740  |
| 10 | Jim Paschal      | 5136  |